# Macromeria longiflora
Macromeria longiflora là loài thực vật có hoa trong họ Mồ hôi. Loài này được Sessé & Moc. ex D. Don mô tả khoa học đầu tiên năm 1832.